# 對頂角
在幾何學中，对顶角是两个角之间的一种位置关系。两条直线相交时会产生一个交点，并产生以这个交点为顶点的四个角。称其中不相邻的两个角互为对顶角。或者说，其中的一个角是另一个的对顶角。
对顶角满足下列定理：两直线相交，对顶角相等。
用数学语言描述就是（如右图）：
设直线AD、BC交于点O。则形成四个角：∠AOB、∠COD、∠AOC、∠BOD。其中，∠AOB和∠COD互为对顶角，∠AOC和∠BOD互为对顶角。∠AOB = ∠COD，∠AOC = ∠BOD。

## 歷史

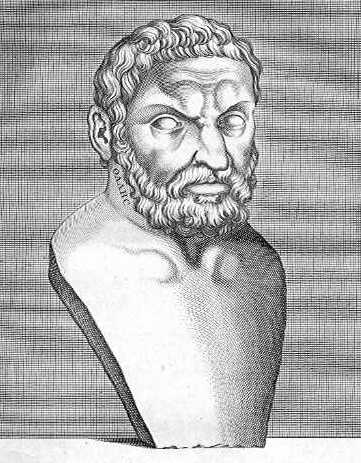
古希腊數學家泰勒斯。

泰勒斯生於希臘，是一位擅長於幾何學的數學家及哲學家。他一生發现了多个几何学定理，包括等腰三角形中的“等边对等角”定理，也包括对顶角定理。

## 对顶角定理的證明
设直线AD、BC交于点O，那么，∠AOB和∠AOC 互为邻补角。根据邻补角的性质，
{\displaystyle \angle AOB+\angle AOC=\pi }
其中{\displaystyle \pi }是一个平角的弧度数。
类似地，∠COD和∠AOC 互为邻补角。根据邻补角的性质，
{\displaystyle \angle COD+\angle AOC=\pi }
因此，{\displaystyle \angle AOB+\angle AOC=\pi =\angle COD+\angle AOC}
两边减去相同的角度{\displaystyle \angle AOC} 后，就得到
{\displaystyle \angle AOB=\angle COD}。
同样地，可以证明{\displaystyle \angle AOC=\angle BOD}。

## 用途

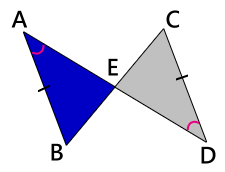
一对全等三角形。

对顶角通常用于测量角度以及证明全等三角形。以下是一个利用对顶角证明全等三角形的例子：
如右图，已知AB=CD，∠BAE=∠CDE。求证：{\displaystyle \triangle ABE\cong \triangle DCE}。
证明：在△ABE与△DCE中，
{\displaystyle {\begin{cases}\angle BAE=\angle CDE\\\angle AEB=\angle CED\\AB=DC\end{cases}}}
因此，{\displaystyle \triangle ABE\cong \triangle DCE}。

在以上证明中，∠AEB=∠CED的结论就是通过对顶角定理得出的。注意，在一般的几何证明中，对顶角定理并不需要显式地叙述出来，可以当作是默认的条件。